# Isoperla saccai
Isoperla saccai är en bäcksländeart som först beskrevs av Enrico Festa 1939.  Isoperla saccai ingår i släktet Isoperla och familjen rovbäcksländor. Inga underarter finns listade i Catalogue of Life.